# Oratoire de la Confrérie des Blancs
L'oratoire de la Confrérie des Blancs (Oratorio della Confraternita dei Bianchi) est une chapelle du centre historique de Naples située vico Bianchi allo Spirito Santo, près de l'église homonyme, dans un quartier populaire entre la via Toledo et les Quartieri Spagnoli (Quartiers Espagnols). 

## Histoire et description
La chapelle est édifiée dans la seconde moitié du XVIe siècle et consacrée en 1555 pour la compagnie royale et l'archiconfrérie des Blancs du Saint Esprit. Il s'agit d'une confrérie laïque instituée par la noblesse afin de financer et organiser des œuvres de charité. Elle doit son nom de « Blancs » à la couleur du vêtement de cérémonie de ses membres. Cet édifice est un dernier témoignage de l'architecture de la Renaissance napolitaine. 
À l'intérieur, les autels sont en marbre. Un panneau du XVIe siècle figure Notre Dame de Grâces avec des saints de Girolamo Imparato et un autre de la même époque figure La Pentecôte, dans la sacristie. 

## Source de la traduction
- (it) Cet article est partiellement ou en totalité issu de l’article de Wikipédia en italien intitulé « Oratorio della Confraternita dei Bianchi » (voir la liste des auteurs).